# ウォースパイト (原子力潜水艦)
|          | |
| 艦歴     | |
| 発注     | |
| 起工     | |
| 進水     | 1965年9月25日 |
| 就役     | 1967年4月18日 |
| 退役     | 1991年 |
| その後   | デヴォンポート海軍基地にて係留中 |
| 除籍     | |
| 性能諸元 | |
| 排水量   | 水上 4,200トン 水中 4,900トン |
| 全長     | 87m |
| 全幅     | 10.1m |
| 吃水     | 8.2m |
| 機関     | ロールス・ロイスPWR1型加圧水型原子炉 1基 イングリッシュ・エレクトリック蒸気タービン 2基 パックスマン ディーゼル・エレクトリック発電機 1基 1軸推進 15000 hp (11 MW) |
| 最大速   | 水中 28ノット 水上 20ノット |
| 潜行深度 | |
| 乗員     | 116名 |
| 兵装     | 21インチ魚雷発射管 6門 スピアフィッシュ Mk 24 タイガーフィッシュ魚雷 ハープーン UGM-84B トマホーク block III                                                       |
| 探索装置 | 2001型ソナー (探信/受聴) 2007型ソナー (受聴) 197型ソナー (音響要撃受信機) 1006型レーダー 攻撃/索敵潜望鏡                                                           |

ウォースパイト (HMS Warspite, S103) は、イギリス海軍の原子力潜水艦。ヴァリアント級原子力潜水艦の2番艦。この名を受け継いだ艦としては9代目にあたる。

## 艦歴
「ウォースパイト」は、ヴィッカース・アームストロングで建造され、1965年9月25日にハロルド・ウィルソン首相夫人の手によって進水し、1967年4月18日に就役した。
就役後は、主にクライド海軍基地、デヴォンポート海軍基地、ファスレーン海軍基地を母港に活動した。
1968年10月、ウォースパイトはバレンツ海でロシア海軍のエコー級潜水艦と衝突し、舵 (Central fin) を損傷してしまった。氷山に接触したと偽装され、10月19日付けのタイムズで実際そのように報じられた。ウォースパイトはラーウィックに帰還して夜通しの突貫工事で舵の上に足場を建設され、それを黒の防水布で覆った。翌日、ウォースパイト上空に飛来した偵察機は舵の損傷を確認できなかった。それからグラスゴーのクライド海軍基地へ移った後、バロー・イン・ファーネスまで曳航され、そこで姉妹艦のチャーチルから舵を付け替える修理が行われた。
ウォースパイトはその後も損傷に悩まされた。1976年5月2日、リバプールで故障した連結機器から油が噴霧し、火災を引き起こした。この事故の修理と改装工事は2年の歳月が費やされた。修理を終えたウォースパイトはフォークランド戦争に参加したものの、一次冷却液の管にわずかな亀裂が発見されたため再び修理が行われた。その修理中の1991年にウォースパイトは退役した。
船体の一部を汚染する放射性物質を無害化させてから解体するため長期保管を予定しているが、デヴォン州内の施設が利用できるまでの間、デヴォンポート海軍基地の工廠で係留されている。